# 常丰乡
常丰乡是中国陕西省宝鸡市麟游县下辖的一个乡。

## 行政区划
常丰乡下辖以下行政区：
常丰村、常乐村、苏家村、官庄村、朱家塬村、郝口村、武申村、庙湾村、石村、佛堂寺村